# Balsameuforbia
Balsameuforbia (Euphorbia balsamifera) är en törelväxtart som beskrevs av William Aiton. Arten ingår i släktet törlar och familjen törelväxter. Den förekommer vilt på Kanarieöarna och från Sahara till Arabiska halvön.
Arten delas in i två underarter:
- E. b. adenensis
- E. b. balsamifera

## Bildgalleri

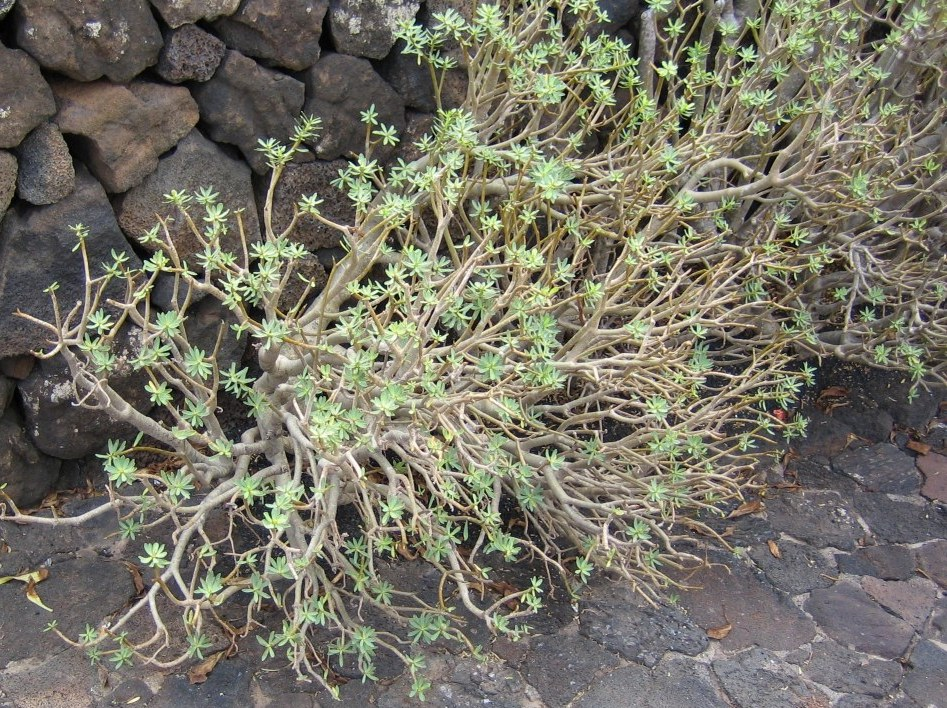
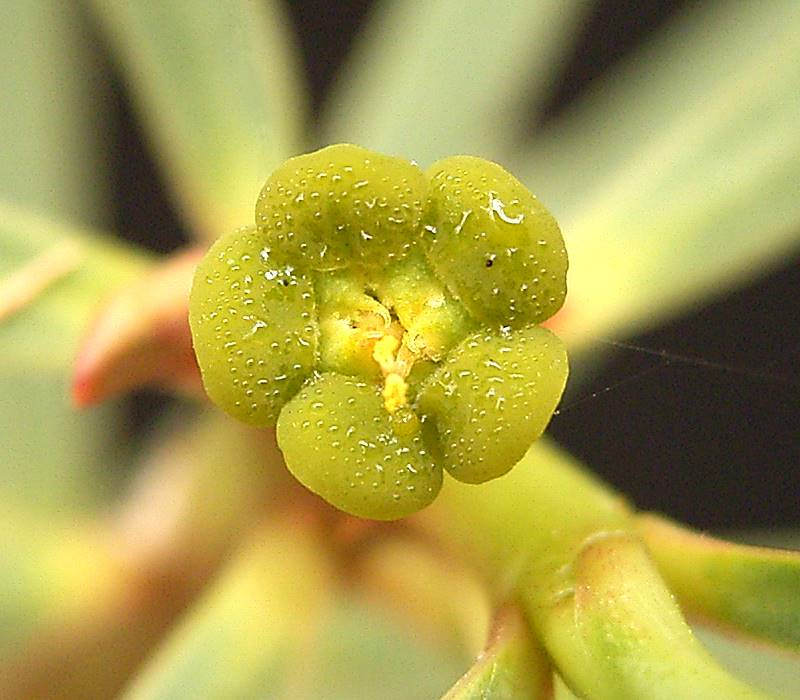
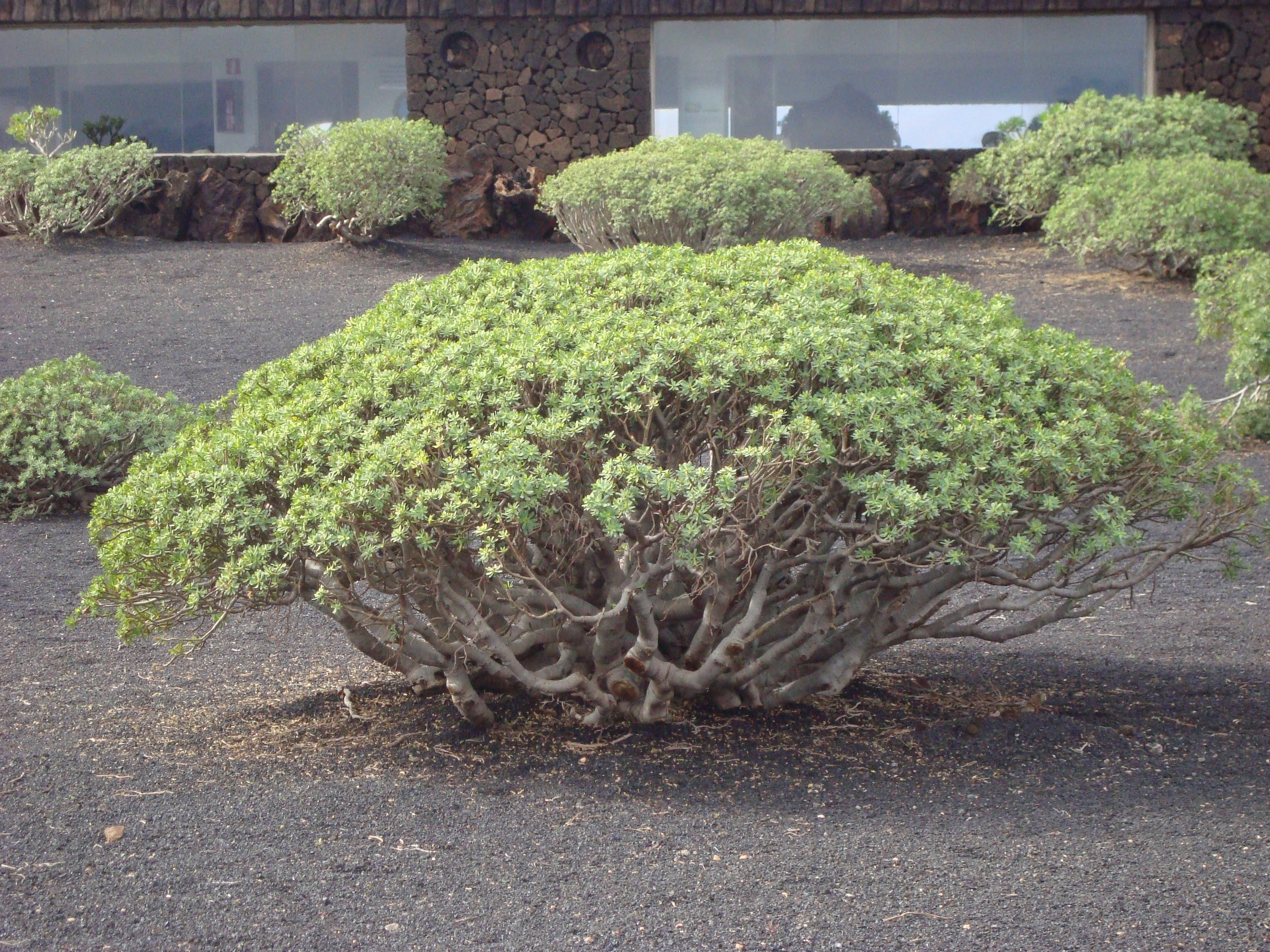